# كلير أبوت
كلير أبوت (بالإنجليزية: Clare Abbott)‏ هي رسامة توضيحية جنوب أفريقية، ولدت في 5 يوليو 1921 في إنجلترا في المملكة المتحدة.